# لوران بانادی
لوران بانادی (انگلیسی: Laurent Banady) بازیکن فوتبال اهل بورکینافاسو بود.
وی همچنین در تیم ملی فوتبال بورکینافاسو بازی کرده است.